# Тибетска бекасина
Тибетска бекасина (Gallinago solitaria) е вид птица от семейство Бекасови (Scolopacidae).

## Разпространение
Видът е разпространен в Бангладеш, Бутан, Индия, Иран, Китай, Казахстан, Киргизстан, Монголия, Мианмар, Непал, Пакистан, Русия, Северна Корея, Таджикистан, Туркменистан, Узбекистан, Южна Корея и Япония.